# Carl Montelius
Carl Oscar Josef Montelius, född 7 oktober 1881 i Stockholm, död där den 13 maj 1954, var en svensk elektroingenjör och uppfinnare. Han var far till Torsten Montelius.
Montelius, som var son till bankosekreterare Wilhelm Montelius och Ida Nordlund, blev filosofie kandidat vid Uppsala universitet 1902 och utexaminerades från Kungliga Tekniska högskolan 1904. Han var anställd vid Schnellbahnenbureau på Siemens-Schuckertwerke i Berlin 1904–1905, byråingenjör vid Statens Järnvägars byrå för elektrisk drift 1905–1914, överingenjör vid Svenska Ackumulator AB Jungner 1914–1927 och därefter vid AB Imo-Industri, som tillverkade den av honom uppfunna så kallade IMO-skruven. Montelius tilldelades Kungliga Ingenjörsvetenskapsakademiens guldmedalj. Han är begraven på Norra begravningsplatsen utanför Stockholm.